# 大盂镇
大盂镇，是中华人民共和国山西省太原市阳曲县下辖的一个乡镇级行政单位。

## 行政区划
大盂镇下辖以下地区：
大盂村、南高庄村、上原村、沙河村、景庄村、李家沟村、大泉沟村、东南窊村、北家庄村、金家岗村、棘针沟村和移动新村。